# Smokrić
Smokrić – wieś w Chorwacji, w żupanii licko-seńskiej, w gminie Lovinac. W 2011 roku liczyła 23 mieszkańców.